# سفارة المغرب في إيطاليا
سفارة المغرب في إيطاليا هي أرفع تمثيل دبلوماسي لدولة المغرب لدى إيطاليا. تقع السفارة بروما العاصمة وهي تهدف لتعزيز المصالح المغربية في إيطاليا.
يوسف بلا هو السفير الحالي منذ 25 يونيو 2019.

## السفارة
تقع السفارة بشارع برينطا رقم 12/16-00198، روما.

## سفراء المغرب بإيطاليا
| الإسم                     | صورة | تاريخ التعيين  | تاريخ تقديم أوراق الاعتماد | تاريخ انتهاء المهمة | ملوك المغرب              | رؤساء إيطاليا                          |
| ------------------------- | ---- | -------------- | -------------------------- | ------------------- | ------------------------ | -------------------------------------- |
| الطاهر مكوار              |      | 6 سبتمبر 1956  |                            | 27 أبريل 1957       | محمد الخامس              | جوفاني غرونكي                          |
| أحمد الطيبي بنهيمة        |      | 15 يناير 1957  |                            | 31 يناير 1959       | محمد الخامس              | جوفاني غرونكي                          |
| إدريس الدباغ              |      | 17 فبراير 1959 | 5 مارس 1959                | 26 يوليو 1961       | محمد الخامس/الحسن الثاني | جوفاني غرونكي                          |
| محمد عواد                 |      |                |                            | 1962                | الحسن الثاني             |                                        |
| عمر بوستة                 |      | 1962           | 8 يناير 1963               | 1965                | الحسن الثاني             | جوفاني غرونكي/ أنطونيو سينيي           |
| مولاي الحسن بن المهدي     |      | 1965           | 28 أكتوبر 1965             | 1 مارس 1967         | الحسن الثاني             | جوزيبي ساراغات                         |
| يوسف بلعباس               |      |                | 21 مارس 1967               | 17 ديسمبر 1968      | الحسن الثاني             | جوزيبي ساراغات                         |
| عائشة أميرة المغرب        |      |                | 21 فبراير 1969             | 2 مارس 1972         | الحسن الثاني             | جوزيبي ساراغات/جيوفاني ليوني           |
| حسن حجوي                  |      |                | 28 يونيو 1972              | 15 أكتوبر 1974      | الحسن الثاني             | جيوفاني ليوني                          |
| مهدي مراني زنتار          |      | 1974           | 5 ديسمبر 1974              | 20 سبتمبر 1976      | الحسن الثاني             | جيوفاني ليوني                          |
| مولاي مصطفى بلعربي العلوي |      | 1977           | 25 فبراير 1977             | 17 نوفمبر 1981      | الحسن الثاني             | جيوفاني ليوني/ساندرو برتيني            |
|                           |      |                |                            |                     | الحسن الثاني             |                                        |
| يحيى بن سليمان            |      |                | 22 فبراير 1983             | 25 يناير 1989       | الحسن الثاني             | ساندرو برتيني/فرانشيسكو كوسيغا         |
| زين العابدين السبتي       |      | 1 أغسطس 1989   | 20 أكتوبر 1989             | 9 سبتمبر 1999       | الحسن الثاني/محمد السادس | فرانشيسكو كوسيغا/أوسكار لويجي سكالفارو |
| عزيز مكوار                |      | 1999           | 7 أكتوبر 1999              | 7 مايو 2002         | محمد السادس              | كارلو أزيليو تشامبي                    |
| تاج الدين بادو            |      | 2003           | يوليو 2003                 |                     | محمد السادس              | كارلو أزيليو تشامبي/جورجيو نابوليتانو  |
| محمد نبيل بنعبد الله      |      |                | 16 ديسمبر 2008             | 24 فبراير 2010      | محمد السادس              | جورجيو نابوليتانو                      |
| حسن أبو أيوب              |      | 23 فبراير 2010 | 6 مايو 2010                | 26 يونيو 2019       | محمد السادس              | جورجيو نابوليتانو/سيرجيو ماتاريلا      |
| يوسف بلا                  |      | 25 يونيو 2019  | 6 سبتمبر 2019’             |                     | محمد السادس              | سيرجيو ماتاريلا                        |

## القنصليات
باليرمو: (قنصلية عامة)
بولونيا: (قنصلية عامة)
نابولي: (قنصلية عامة)
تورينو: (قنصلية عامة)
روما: (قنصلية عامة)
فيرونا: (قنصلية عامة)
ميلانو: (قنصلية عامة)

## المغاربة المقيمين في إيطاليا
بلغ عدد المغاربة المقيمين في إيطاليا 345.764 شخص سنة 2005 بحسب المندوبية السامية للتخطيط.
في عام 2019، بلغ عدد الجالية المغربية في إيطاليا 659.230 مواطنا بحسب الوزارة المنتدبة لدى وزارة الشؤون الخارجية والتعاون الدولي المكلفة بالمغاربة المقيمين بالخارج وشؤون الهجرة.
يقدر عدد المغاربة المقيمين في إيطاليا بـ 432 ألف شخص في 31 ديسمبر 2019 بحسب المعهد الوطني للإحصاء (ISTAT).